# That Old Feeling
«That Old Feeling» es una canción popular compuesta por Sammy Fain con letra de Lew Brown en 1937, para la película Vogues of 1938. Alcanzó rápidamente fama en la versión del cantante Shep Fields.
La canción fue nominada al premio Óscar a la mejor canción original, junto a otras cuatro canciones, premio que le fue otorgado finalmente a Sweet Leilani que interpretaba Bing Crosby en la película Waikiki Wedding.